# Ágatha Moreira
Agatha Cerqueira Pereira Moreira (Río de Janeiro, 19 de enero de 1992) es una actriz brasileña. Destacó al interpretar la protagonista Juliana Menezes en la vigésima temporada en la novela teen Malhação. 

## Biografía
Agatha nació el 19 de enero de 1992, en Río de Janeiro, siendo creada en el barrio de Olaria. Es hija de la conductora Enilda Cerqueira y del comerciante jubilado Antônio Moreira - treinta años mayor que la exesposa - y tiene como hermanos mayores Cristiane Moreira y Augusto Cerqueira. Sus padres se separaron cuando Agatha tenía 3 años y ella se quedó con el padre, un acuerdo familiar, ya que tenía mejores condiciones de vida para criar a sus hijos en aquella ocasión.

## Carrera
En 2006, a los 14 años, realizó una prueba para modelos en la sede brasileña de la agencia internacional Elite Model Management bajo indicación de su tía, Lea Felippo, madre de la actriz Samara Felippo.  En la época Agatha no tenía un libro profesional, llevando a las pruebas fotos improvisadas con su propia cámara, lo que no interfirió para que fuera aprobada entre las 20 modelos contratadas. En 2009, a los 17 años, pasó a ser agenciada por la 40.º Graus Models y fue enviada a Chile, donde vivió y modeló para diseñadores de toda América Latina. Durante este tiempo viajó a Japón, República Dominicana y Perú para realizar trabajos temporales. En 2010 vivió seis meses en Corea del Sur, donde además de los trabajos convencionales como modelo, también participó en el videoclip "Shut Up! (시끄러)", de la boy band surcoreana U-KISS. En el mismo año pasó otros seis meses en Miami, Estados Unidos. En 2011 vivió en Nueva York, donde fotografió para revistas como Vogue y Stylist. En esta época Agatha planeaba dejar la carrera de modelo para volver a Brasil y cursar teatro, enganchando una carrera en la actuación, pero necesitaba juntar una cantidad para pagar la enseñanza, trabajando al mismo tiempo como modelo y promotor de eventos en los tiempos libres, logrando el valor necesario para pagar sus estudios. 
En 2012, de regreso a Brasil, Agatha logra realizar el curso de teatro. En esta época recibió un correo electrónico de reclutamiento para una prueba en la Red Globo, sin embargo, sin dinero para llegar al Projac por haber abandonado la carrera de modelo y estar pasando algunas dificultades financieras, Agatha tuvo que ligar explicando la situación y envió un vídeo casero que contiene el texto interpretativo que ellos pedían. La joven fue aprobada como coprotagonista de la vigésima temporada de Malhação - telenovela en la que su prima también había ganado notoriedad trece años antes - interpretando a la soñadora Ju. , aunque sin haber comparecido personalmente, En 2014 interpretó a la patricinha Giselle en La sombra de Helena. En el año 2015 interpretó a su primer antagonista, Kika, en Verdades Secretas, además de participar en la duodécima temporada del talento show Danza de los Famosos. En 2016 tuvo gran repercusión al interpretar a la rebelde Camila en Haja Corazón, personaje que empezaba con , que se convirtió en coprotagonista en el transcurso de la historia, formando una de las parejas principales junto a Jayme Matarazzo. 
En 2017 interpreta a la Marquesa Domitila de Castro Canto y Melo en Nuevo Mundo, que originalmente había sido amante de Don Pedro I.

## Vida personal
Agatha es prima de la actriz Samara Felippo, a quien atribuyó la inspiración para también entrar en el universo de la actuación. A finales de 2012 comenzó a salir con el cineasta Pedro Nicoll, con quien se reunió por 3 años y medio, terminando la relación en abril de 2016. En octubre de 2016 comienza a salir con el actor Pedro Lamin, llegando a su fin en mayo del 2018. Durante las grabaciones de la novela Orgulho e Paixão, comenzó a salir con el actor Rodrigo Simas, su pareja romántica en la trama, siendo oficializado en enero de 2019.

## Filmografía

### Televisión
| Ano     | Título               | Personaje                           |
| ------- | -------------------- | ----------------------------------- |
| 2009    | Vivir la vida        | Circense                            |
| 2012–13 | Malhação             | Juliana Menezes (Ju)                |
| 2014    | La sombra de Helena  | Giselle Dutra Noronha Muniz         |
| 2015    | Verdades secretas    | Giovanna Lovatelli Ticiano (Kika)   |
| 2015    | Dança dos Famosos    | Ella misma                          |
| 2016    | Haja Coração         | Camila Abdala Varella               |
| 2017    | Tá no Ar: a TV na TV | Ella misma                          |
| 2017    | Novo Mundo           | Domitila de Castro Canto e Melo     |
| 2018    | Orgulho e Paixão     | Ema Cavalcante                      |
| 2019    | A Dona do Pedaço     | Josiane Sobral Ramirez Matheus (Jô) |
| 2021    | Verdades secretas II | Giovanna Lovatelli Ticiano (Kika)   |
| 2022    | Cara e Coragem       | Ella misma                          |
| 2023    | Tierra de deseos     | Graça Borghin Junqueira             |
| 2024    | Mania de Você        | Luma                                |

### Cinema
| Ano  | Título                          | Personagem |
| ---- | ------------------------------- | ---------- |
| 2021 | Missão Cupido                   | Morte      |
| 2021 | Pixinguinha: Um Homem Carinhoso | Gabriela   |

### Videoclips
| Ano  | Título              | Artista |
| ---- | ------------------- | ------- |
| 2010 | "Shut Up! (시끄러)" | U-KISS  |

## Premios y nominaciones
| Año  | Premio                    | Categoría               | Trabajo           | Resultado |
| ---- | ------------------------- | ----------------------- | ----------------- | --------- |
| 2015 | Prêmio Jovem Brasileiro   | Mejor Actriz Juvenil    | Verdades Secretas | Ganadora  |
| 2015 | Prêmio Extra de Televisão | Mejor Actriz de Reparto | Verdades Secretas | Nominada  |
| 2015 | Prêmio Quem de Televisão  | Mejor Revelación        | Verdades Secretas | Nominada  |
| 2015 | Prêmio F5                 | Chica del Año           | Ella Misma        | Nominada  |
| 2015 | Domingão do Faustão       | Mejor Actriz Revelación | Verdades Secretas | Nominada  |
| 2016 | Troféu Internet           | Revelación del Año      | Verdades Secretas | Nominada  |
| 2016 | Prêmio Canal Entreter     | Mejor Actriz            | Haja Coração      | Nominada  |
| 2018 | Prêmio Gshow              | Ship del Año            | Orgulho e Paixão  | Ganadora  |